# رالف ۵۰۵۱
سیارک ۵۰۵۱ (به انگلیسی: 5051 Ralph، نامگذاری:1984SM) پنج هزار و پنجاه و یکمین سیارک کشف شده‌است که در ۲۴ سپتامبر ۱۹۸۴ کشف شد.
قدر مطلق سیارک برابر ۱۳٫۳۰ است.